# Far de Coves Blanques
El far de Coves Blanques o de ses Coves Blanques, és un far emplaçat a Sant Antoni de Portmany, a l'arxipèlag de les Illes Balears. Va entrar en servei el 1897 i va ser desactivat el 1963, per la qual cosa actualment es troba fora de servei.

## Història
El 1885 la badia de Portmany es va declarar Port d'Interès General de Segon Ordre. Per això, després de la celebració d'un ple a l'ajuntament de Sant Antoni, se'n va sol·licitar la construcció a l'estat, ja que els navegants van alertar com n'era d'arribar a l'ensenada sense cap senyalització. I encara que el far de Sa Collinera feia des de 1857, ja s'havien produït diversos naufragis a la zona.
A partir de 1926, es van afegir més de senyals al seu servei, fent-se càrrec els faroners de Coves Blanques de les balises des Vedrá, Bleda Plana, Punta Xinxó i del mateix far de Sa Conillera.
L'any 1956 el far es va automatitzar, encara que les obres del nou dic d'abric ja estaven molt avançades i va deixar de ser pràctic tenir dos abalisaments amb la mateixa funció. Ja en 1963 es va acabar substituint el far per la balisa del morro del dic. La llanterna es va retirar i ja no va donar servei com a senyal marítim. Malgrat això, es va continuar utilitzant dels fareros que treballaven en la zona fins a principis del segle xxi.